# Brigitte Sillard
Pour les articles homonymes, voir Sillard.
Brigitte Sillard von Preislinger ou plus simplement Brigitte Sillard, née en 1942 à Rennes, est une sculptrice, peintre, graveuse et artiste d'installation française.

## Biographie
Brigitte Sillard naît en 1942 à Rennes.
Elle est particulièrement attirée par les signes, les symboles et les mythes. Elle travaille dans une grande variété de matériaux, y compris le bois, le ciment, le plâtre, la pierre et surtout le verre et la glace. Elle cuit dans le cristal des formes archaïques.
Brigitte Sillard vit et travaille à Boulogne-Billancourt.

## Œuvres
- 2007 : Totems de cristal[1].
- Serpents[4].

## Expositions
- 1997 : Vent des forêts (collective)
- 2008 : Jardins du Luxembourg, Paris (collective)[1]

## Récompenses
- Prix Fondation de France Charles Oulmont en 1995[2]
- Prix Valloire Ice Sculpture en 1997[2]